# S 15
S 15 war ein Großes Torpedoboot der Kaiserlichen Marine. Das Boot gehörte zu einer zwölf Einheiten umfassenden Bauserie, die im Etatjahr 1912 seitens des Reichsmarineamtes an die Schichau-Werke vergeben wurde. S 15 wurde am 21. August 1917 bei einer Aufklärungsfahrt im Ärmelkanal durch eine Seemine schwer beschädigt, anschließend als irreparabel außer Dienst gestellt und abgewrackt.

## Geschichte

### Bau und Indienststellung
Die Schichauwerft im westpreußischen Elbing begann 1911 mit dem Bau der aus S 13 bis S 24 bestehenden Bootsserie. Das dritte Boot mit der Baunummer 866, für das die Bezeichnung S 15 vorgesehen war, stand am 23. März 1912 zum Stapellauf bereit. Das Boot war bis zum Spätherbst des Jahres fertiggestellt und wurde von der Marine am 1. November in den aktiven Dienst übernommen. Der Bau kostete rund 1.600.000 Mark.

### Einsätze
Das Boot bildete mit den Schwesterschiffen der kompletten Bauserie die VII. Torpedoboots-Flottille und gehörte in diesem Rahmen mit den Booten S 13 bis S 18 zur 13. Torpedoboots-Halbflottille.
Mit Kriegsbeginn wurde es im Vorpostendienst in der Nordsee und als U-Boot-Sicherung bei Vorstößen der schweren Einheiten der Hochseeflotte eingesetzt, so auch bei der Skagerrakschlacht unter dem damaligen Kommandanten OLt. z. S. Christian Schmidt als Führerboot der 13. Halbflottille (Chef: Kaptl. Georg von Zitzewitz). Erstmals wurde das Boot 1916 auf die durchschlagskräftigere 8,8-cm-L/45-TK umgerüstet. Dabei wurden auch die Brücke umgebaut sowie der vordere Windhutzen erhöht. Seit Januar 1917 war Kapitänleutnant Diedrich Jacobs der Kommandant des Bootes. Anfang des Jahres 1917 wurden auf S 15 zusammen mit den zur Verlegung nach Flandern vorgesehenen anderen Booten die 8,8-cm-Geschütze gegen wesentlich schlagkräftigere 10,5 cm L/45 Kanonen getauscht.  Am 18. Februar 1917 verlegte das Boot zusammen mit den Schwesterschiffen S 18, S 20 und S 24, den größeren Booten G 95 und G 96  sowie vier A-II-Booten nach Seebrügge. S 15 bildete dort mit ihren drei Schwesterbooten die 2. Zerstörer-Halbflottille der Zerstörer-Flottille Flandern und diente auch hier als Führerboot der Halbflottille.
Folgende Einsätze fuhr das Boot im Rahmen dieses Verbandes:
- 25. – 26. Februar 1917 gegen englischen Schiffsverkehr im Ärmelkanal
- 17. – 18. März 1917 gegen Kanalbewachung und The Downs, dabei wurde durch S 20 der Dampfer Greypoint (894 GRT) versenkt
- 20. – 21. April 1917 Beschießung von Calais, Dover (dabei Verlust der großen Boote G 42 und G 85 im Gefecht)
- 26. – 27. April 1917 Beschießung von Margate und North Foreland
- 4. – 5. Juni 1917 Aufklärung gegen  Thornton-Bank, dabei  Verlust von S 20 und schwere Beschädigung von S 15 (vier Tote, sieben Verwundete), welches nach Treffer in den Turbinenraum fahrunfähig nach Seebrügge eingeschleppt werden musste
- Reparatur bei der Kaiserlichen Werft in Hoboken bei Antwerpen
- 21. August 1917 im Ärmelkanal auf 51° 15′ N, 2° 55′ O auf eine Seemine gelaufen, durch Schwesterboot S 24 eingeschleppt
- am 20. September 1917 als irreparabel außer Dienst gestellt und anschließend in Gent abgewrackt